# Jonathan Núñez (calciatore 2001)
Jonathan Adid Núñez García, noto semplicemente come Jonathan Núñez (La Ceiba, 26 novembre 2001), è un calciatore honduregno, difensore del Motagua.

## Caratteristiche tecniche
È un terzino destro.

## Carriera

### Club
Ha giocato nella prima divisione honduregna.

### Nazionale
Con la nazionale Under-20 honduregna ha preso parte al campionato mondiale di calcio Under-20 2019.